# さよなら三角またきて四角
『さよなら三角またきて四角』（さよならさんかく またきてしかく）は、TBS系列で放映された、日本のテレビドラマである。放映期間は1982年4月6日から6月29日、放送時間は毎週火曜20時00分 - 20時55分（JST）。製作はテレパック。

## 概要
東京・高田馬場の商店街には、昔ながらの味に固執し先祖伝来の製造法を代々守ってきた「野沢豆腐店」と、江戸時代以来の老舗うどん店ののれんを捨ててピザ店に鞍替えした「ソレント」がある。共同井戸を挟んで隣り合っている豆腐店の野沢家とピザ店の桜木家、この両家の間には江戸時代以来の代々にわたる確執があり、事あるごとに喧嘩と和解を繰り返していた。その中で、野沢家次男の徳二は家族中のお荷物を引き受けがちであり、桜木家との間の揉め事や様々な問題に巻き込まれてしまう。そんな両家の日常を中心にユーモラスに描いたホームドラマ。
主演の堺正章は役作りのために、西早稲田の豆腐店に通い、たった2日で豆腐の製造法をマスターしたという。

## タイトル
タイトルは言葉遊び歌から来ている。
この歌は、明治の終わりには歌われていて、地方によって歌詞は微妙に違う。漫画「はだしのゲン」（歌詞は一部異なる）や「サザエさん」1966年3月24日に出てくる。
絵本の題材にもなっている（作品によっては歌詞が一部異なる）。
- 『こぐまちゃんえほん さよなら さんかく』わかやまけん（若山憲）（作）、こぐま社、1977年、ISBN 9784772100526。
- 『松谷みよ子　あかちゃんのわらべうた さよならさんかくまたきてしかく』松谷みよ子（文）、上野紀子（絵）、偕成社、1979年、ISBN 9784031120500。
- 『さよなら さんかく』安野光雅（作・絵）、講談社、1981年、ISBN 9784061272910。

## 配役・出演者
野沢家及び野沢豆腐店の人々
- 野沢澄江（野沢豆腐店店主／桜木家から嫁入りした）

演：山岡久乃
- 野沢徳一（野沢家の長男／会社員）

演：西岡徳馬
- 野沢トミ子（徳一の妻／野沢豆腐店手伝い）

演：木内みどり
- 野沢徳二（野沢家の次男／豆腐職人）

演：堺正章
- 野沢行徳（野沢家の三男／模型店見習い）

演：木村昭宏
- 野沢留徳（野沢家の四男）

演：山田辰夫
- 野沢清吉（澄江の義兄／他所で豆腐店を経営）

演：花沢徳衛
- 黒岩洋一（澄江の亡夫の庶子／浪人生）

演：田原俊彦
桜木家及び「ソレント」の人々
- 桜木雅也（社長／徳二の従兄弟）

演：津川雅彦
- 桜木信子（副社長／雅也の妻・紀子の姉）

演：片桐夕子
- 雨宮紀子（主任／徳二の恋人）

演：古手川祐子
- 桜木チカ（雅也の母・澄江の姉）

演：沢村貞子
- 大矢達郎（専務）

演：篠塚勝
- 河相スズ子（元従業員／留徳の恋人）

演：大畑ゆかり
- 河相美沙（従業員／スズ子の妹）

演：川辺裕子
- 戸倉順子（従業員）

演：野見山夏子
- 志村レイ（従業員）

演：浅野典子
- 東ともえ（従業員）

演：黒木真由美
- 中屋（ピザ職人）

演：鈴木陽
その他
- 久保寺真仁（雅也の愛人／スズ子の隣人）

演：小野みゆき
- 石田（行徳が勤める模型店の職人）

演：上谷忠
- 榎木（行徳が勤める模型店の職人）

演：中島元
- 甘味屋の主人

演：長谷川弘
- 居酒屋の女将

演：今井和子
- 大野屋主人

演：柳家小さん（第11話、第13話）
- 大野屋の板前

演：辻萬長

## スタッフ
- 作：高橋玄洋
- プロデューサー：武敬子
- 演出：本多勝也（第1話、2話、3話、6話、7話、10話、13話）、石渡敏（第4話、5話、8話、9話、11話、12話）
- 音楽：渡辺敬之
- タイトル切り絵：関屋敏隆
- カメラ：高田裕
- タイトル：篠原榮太
- メイク・ヘアー：ユミ・ビュアクス
- 衣裳：京都衣裳
- 小道具：テレフィット
- 大道具：東宝舞台
- 持道具：京阪商会
- プロデューサー補：森山京子
- 制作主任：矢口久雄
- 演出補：冨塚博司
- 技術：川田万里
- 制作協力：東通
- 衣裳協力：マックレガー、WINGS、VIVA YOU、鈴乃屋
- 製作：テレパック、TBS

## 主題歌
堺正章『ジグザグ』（作詞：来生えつこ、作曲：来生たかお、編曲：渡辺敬之　ビクター音楽産業　SV-7215）
- （来生たかおの同名のオリジナル楽曲のカヴァー。なお、本作の主題歌版のテイクは、歌詞の一部が差し替えられている。）
- 挿入歌：古手川祐子『煙草』（作詞・作曲：中島みゆき、編曲：船山基紀　CBSソニー　07SH-1159）[1]